# جون جاي هيريرا
جون جاي هيريرا (بالإنجليزية: John J. Herrera)‏ هو محامي أمريكي، ولد في 12 أبريل 1910، وتوفي في 12 أكتوبر 1986.